# Moneague
Moneague är en ort i Jamaica.   Den ligger i parishen Parish of Saint Ann, i den centrala delen av landet, 50 km nordväst om huvudstaden Kingston. Moneague ligger 360 meter över havet och antalet invånare är 3 319. Den ligger på ön Jamaica.
Terrängen runt Moneague är kuperad söderut, men norrut är den platt. Moneague ligger nere i en dal. Runt Moneague är det ganska tätbefolkat, med 144 invånare per kvadratkilometer. Närmaste större samhälle är Ewarton, 10,6 km söder om Moneague. I omgivningarna runt Moneague växer i huvudsak städsegrön lövskog.